# Lagunas (Alto Amazonas)
O Distrito peruano de Lagunas é um dos seis distritos que formam a Província de Alto Amazonas, situada no Departamento de Loreto, pertencente a Região Loreto, Peru.

## Transporte
O distrito de Lagunas é servido pela seguinte rodovia:
- LO-109, que liga o distrito de Manseriche à cidade de Nauta[1][2][3]